# Сеп (присілок)
Сеп (рос. Сеп) — присілок в Ігринському районі Удмуртії, Росія.

## Населення
Населення — 415 осіб (2010; 477 в 2002).
Національний склад станом на 2002 рік:
- удмурти — 93 %

## Урбаноніми[3]
- вулиці — Південна, Праці, Шкільна